# Абрикосовский сельский совет (Первомайский район)
Абрикосовский сельский совет (укр. Абрикосівська сільська рада, крымскотат. Orcaq Caba köy şurası) — административно-территориальная единица в Первомайском районе в составе АР Крым Украины (фактически до 2014 года), в 1991 году — в составе Крымской области УССР в СССР.
К 2014 году состоял из одного села — Абрикосово.

## История
В декабре 1991 года, согласно данным издания «Города и сёла Украины. Автономная Республика Крым. Город Севастополь. Историко-краеведческие очерки», был образован Абрикосовский сельский совет путём выделения из Островского сельского совета, на сайте Верховной Рады Автономной Республики Крым — 16 октября 1992 года. По данным Всеукраинской переписи 2001 года население совета составило 1030 человек. С 21 марта 2014 года в составе Крыма аннексирован Россией. Законом «Об установлении границ муниципальных образований и статусе муниципальных образований в Республике Крым» от 4 июня 2014 года территория административной единицы была объявлена муниципальным образованием со статусом сельского поселения.